# Марка Каринтия
Марка Каринтия (Carinthia, Carentania) е маркграфство, образувано през 791 – 796 г. на територията на Франкската империя в днешна Каринтия в Австрия и в част от днешна Словения.

## История
Карл Велики, от 768 г. крал на франките и от 800 г. император, създава през 791 – 796 г. граничните марки Марка Каринтия и Марка Авария. През 820 г. франкски маркграфове сменят племенните князе от славянски произход в Карантания. Славяните имали от 600 г. Княжество Карантания. Собствеостта на славяните става кралска земя. Славяните постепенно се асимилират.
Император Лудвиг II Немски дава през 856 г. Бавария и Каринтия на синът си Карломан. Карломан мести централата си в Каринтия. Извънбрачният син на Карлман, Арнулф Каринтийски, става през 876 г. маркграф на Каринтия и префект на Панония. През 880 г. Арнулф наследява Каринтия и става херцог, от 887 г. е крал на Източното франкско кралство и от 896 г. римски император. Арнулф поставя през 893 г. Луитполд (от Луитполдингите) за маркграф на Каринтия на мястото на Енгелшалк II (от Вилхелмините). Наследниците на Луитполд управляват Каринтия до 947 г. След Луитполдингите Каринтия е под владетелството на баварските херцози Хайнрих I (947 – 955) и Хайнрих II (955 – 976).
През 976 г. императрор Ото II отделя Марка Каринтия от Херцогство Бавария и образува самостоятелното Херцогство Каринтия (976 до 1335 г.). Първият херцог става Хайнрих III (976 – 978, 983 – 989).

## Каринтия в състава на империята наКаролингитеиБавария
| Име                  | Династия     | Управление | Титли                                                                                              |
| -------------------- | ------------ | ---------- | -------------------------------------------------------------------------------------------------- |
| Карломан             | Каролинги    | 865 – 880  | крал на Бавария (876 г.) и Италия (877 г.)                                                         |
| Арнулф Каринтийски   | Каролинги    | 880 – 899  | крал на Германия (877 г.), крал на Италия (896 г.), император на Свещената Римска империя (896 г.) |
| Луитполд Баварски    | Луитполдинги | 899 – 907  | маркграф на Бавария (889 г.)                                                                       |
| Еберхард Баварски    | Луитполдинги | 937 – 938  | херцог на Бавария                                                                                  |
| Бертхолд Баварски    | Луитполдинги | 938 – 947  | херцог на Бавария                                                                                  |
| Хайнрих I            | Саксонска    | 947 – 955  | херцог на Бавария                                                                                  |
| Хайнрих II Строптиви | Саксонска    | 955 – 976  | херцог на Бавария                                                                                  |